# Sestiere (Genova)

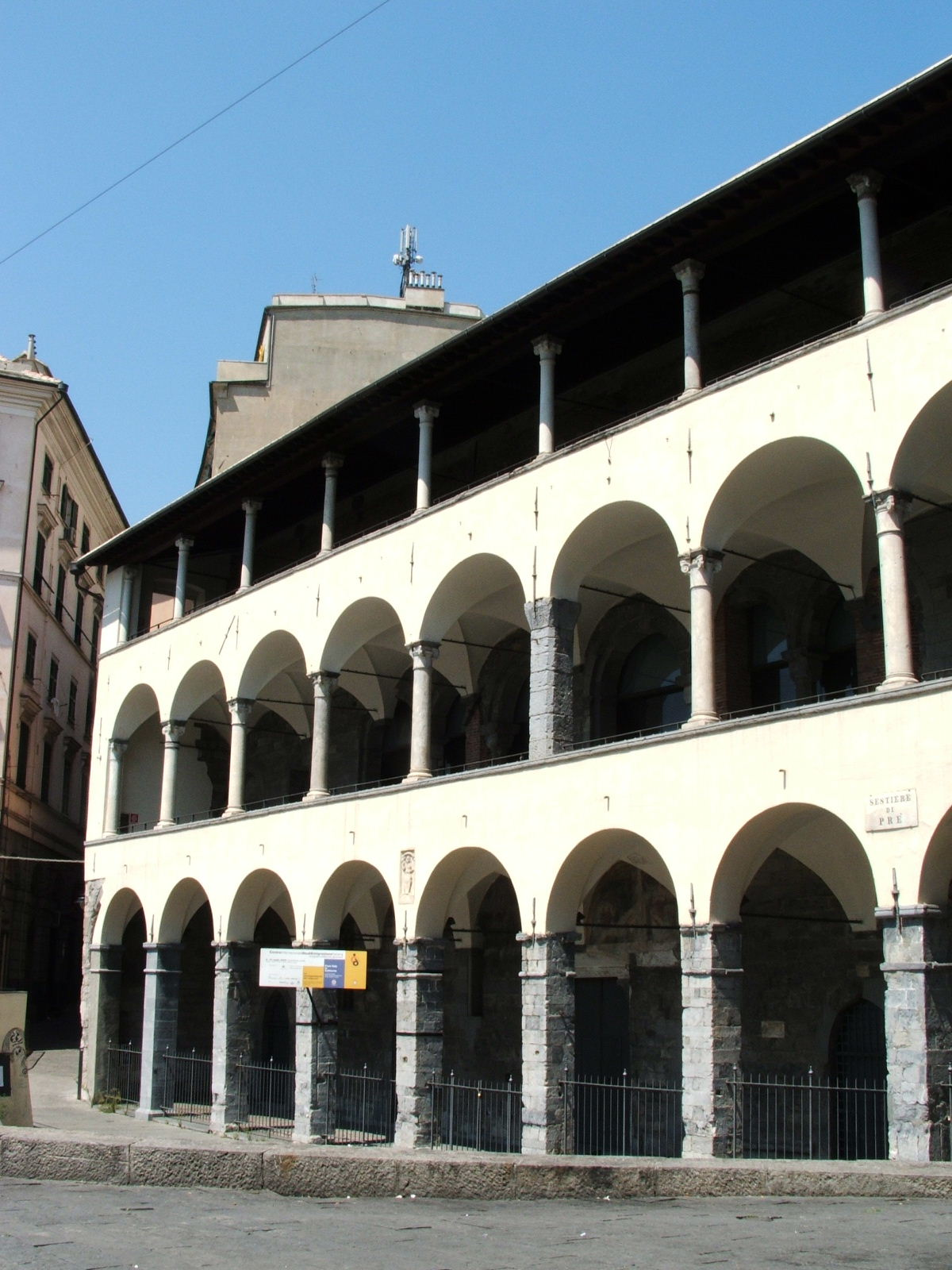
La Commenda di San Giovanni di Pré

Il centro storico di Genova era anticamente suddiviso in sei rioni, ciascuno dei quali corrispondeva a un sestiere. Il centro storico di Genova con i sei sestieri era l'estensione del comune fino alle aggregazioni del 1873 e del 1926 che hanno portato alla nascita della Grande Genova.
Questi i nomi con cui erano riconosciuti e che sono ancor oggi identificati dalla toponomastica comunale. Anche le ristrutturazioni urbanistiche che hanno interessato il capoluogo ligure hanno portato ad una suddivisione differente dei quartieri, organizzati amministrativamente in municipi:
| Sestiere     | Nome in genovese |
| ------------ | ---------------- |
| Maddalena    | Madænn-a         |
| Molo         | Meu              |
| Portoria     | Portöia          |
| Prè          | Pre              |
| San Teodoro  | San Tiodöo       |
| San Vincenzo | San Viçenso      |